# Bettina von Arnim
Bettina von Arnim, roz. Elisabeth Catharina Ludovica Magdalena Brentano, známá též jako Bettina Brentano, (4. dubna 1785 Frankfurt nad Mohanem – 20. ledna 1859 Berlín) byla německá spisovatelka období romantismu a hudební skladatelka. Všestranně nadaná, samostatná a excentrická žena se angažovala i v sociálních otázkách. Byla manželkou Achima von Arnim a přítelkyní Johanna Wolfganga von Goethe, který byl její životní láskou.

## Život
Narodila se do početné rodiny zámožného obchodníka italského původu Petera Antona Brentana. Její matka Maximiliane von La Roche (dcera Sophie von La Roche, jedné z nejvlivnějších spisovatelek 18. století) byla německého původu. Zemřela v roce 1793 a Bettina byla se třemi sestrami poslána do školy v klášteře voršilek ve Fritzlaru poblíž Kasselu. Po smrti svého otce bydlila od roku 1797 u své babičky Sophie von La Roche v Offenbachu nad Mohanem. Jejím bratrem byl básník Clemens Brentano, přítel a spolupracovník jejího pozdějšího manžela Achima von Arnim. 

### Goethe
Roku 1802 se seznámila s mladou básnířkou Karolinou von Günderrodovou a několik roků si dopisovaly. Tento vztah skončil Karolininou sebevraždou, kterou spáchala kvůli nešťastné lásce v roce 1806. Tato událost přispěla k prohloubení Bettinina zájmu o romantickou literaturu, především o dílo Johanna Wolfganga Goetha. V korespondenci své babičky již dříve našla milostné dopisy, které Goethe psal její matce a toužila se s ním setkat osobně. V červenci1806 navštívila ve Frankfurtu Goethovu matku, sblížila se s ní a zapisovala si její vyprávění a historky z jeho života. V dubnu 1807 se za ním vypravila do Výmaru, seznámila se i s jeho manželkou Christianou. Bettině bylo 22 let, Goethovi 58 a po této návštěvě mezi nimi několik roků probíhala čilá korespondence. Bettina Goetha obdivovala a platonicky milovala, i když se v roce 1811 provdala za Achima von Arnim. Tento vztah později literárně zpracovala v knize Goethova korespondence s dítětem (1835). V roce 1811 došlo při návštěvě Výmaru k roztržce mezi oběma ženami, po které Goethe zakázal Bettině a jejímu manželovi přístup do svého domu. K obnovení kontaktu svolil až v roce 1821, ale její neutuchající náklonnost ho obtěžovala a nakonec ji odmítl. V roce 1824 navrhla Goetheho pomník, jehož kresbu mu představila.  Sochař Carl Steinhäuser pozdéji pomník Goethe a Psyché zhotovil a v roce 1855 byl postaven ve Výmaru. Dnes je v Novém muzeu ve Výmaru.
Po smrti své babičky žila od roku 1807 několik let převážně u své starší sestry Kunigunde von Savigny nejprve v Marburgu v Hessensku, později v Berlíně. Studovala zpěv, skladbu a hru na klavír. Své první písně uveřejnila pod pseudonymem Beans Beor. Krátkou dobu zpívala v Berlínské pěvecké akademii a také skládala písně na náměty helénské poezie. Roku 1810 se ve Vídni seznámila s Beethovenem, který jí věnoval dvě skladby na Goetheho básně Znáš ten kraj? a Nová láska, nový život (opus 75). Manželé von Arnimovi se s Beethovenem setkali v červenci 1812 v Teplicích, kde se seskupil okruh předních německých učenců a umělců. Beethoven se tam také poprvé osobně setkal s J.W.Goethem.

### Literární a sociální činnost
Její manžel Achim von Arnim pocházel z pruského junkerského prostředí a v roce 1814 Bettinu odvezl na rodové sídlo Wiepersdorf. Zatímco Bettina se po třech letech přestěhovala s dětmi do Berlína, Ludwig Achim zůstal ve Wiepersdorfu jako statkář a básník po zbytek svého života. Kromě společných návštěv žili oba odděleně, ale udržovali bohatou korespondenci. Měli spolu sedm dětí, čtyři syny a tři dcery. Manželství ukončil Achimův náhlý skon v roce 1831. Bettina se jako spisovatelka uvedla až po manželově smrti, jehož díla publikovala. V roce 1835 vydala knihu své korespondence s Goethem, která vzbudila značnou pozornost.  
V Berlíně se zařadila do vysoké společnosti, na jejich salonních společenských setkáních byli hosty berlínští umělci a intelektuálové jako Ludwig Tieck, bratři Grimmové, Friedrich Schleiermacher a hrabě August Neidhardt von Gneisenau. Znala se s hudebními skladateli Robertem Schumannem, Franzem Lisztem, Felixem Mendelssonem-Bartholdym, Johannesem Brahmsem, Johannou Kinkelovou, houslistou Josephem Joachimem. V roce 1829 se sblížila s německou spisovatelkou židovského původu Rahel Varnhagen von Ense, která velice usilovala o zrovnoprávnění žen i židů a její názory Bettinu značně ovlivnily. Osobně se také přátelila s pozdějším pruským králem Fridrichem Vilémem IV., ale reakční vývoj v Prusku po jeho nástupu, který byl v rozporu s jejími sociálními a politickými ideály, v ní posílil opoziční nálady. Zapojila se do emancipačních a filantropických snah Mladého Německa. Při epidemii cholery v Berlíně v třicátých letech se angažovala pro sociální pomoc v chudinských čtvrtích a sama pečovala o nemocné. Její myšlenky byly blízké myšlenkám raných socialistů ; roku 1842 se setkala s Karlem Marxem, a držela se myšlenky lidového krále: "Král by měl společně se svou komunitou občanů vytvořit stát, ve kterém by chtěli žít!". V roce 1843 vydala spis s názvem Tato kniha patří králi, v němž za hlavní viníky tíživé situace označila královy poradce. V příloze zveřejnila otřesné doklady o životě lidí z chudinské čtvrti Rosenthal. Dílo, které se skládá z fiktivních dialogů mezi Goethovou matkou a matkou pruského krále, bylo v Bavorsku zakázáno.
Stala se první známou německou spisovatelkou, která zdůrazňovala právo pracujících lidí na důstojný život. Kniha vyvolala rozruch v reakčních kruzích, které ji činily odpovědnou za nepokoje mezi slezskými tkalci. V roce 1847 žádala osvobození polských revolucionářů nespravedlivě odsouzených za velezradu. V boji proti národnímu útlaku polského lidu pokračovala spisem K rozpuštěnému pruskému národnímu shromáždění, který byl vydán v Paříži pod pseudonymem. V rozčarování, které následovalo po neúspěšné revoluci v roce 1848, napsala knihu Rozhovory s démony (1852), v nichž obhajovala zrušení trestu smrti a v níž nastolila otázku odstranění trestu smrti, rovnosti žen s muži a rovnoprávnosti židů. Kniha byla pruskou cenzurou zakázána.
V roce 1844 vydala knihu Jarní věnec Clemense Brentana, uvitý z dopisů mladosti, jak si to sám přál, román z vycházející z autentické korespondence mezi sourozenci. V roce 1853 byly vydány její sebrané spisy. 

### Smrt a odkaz

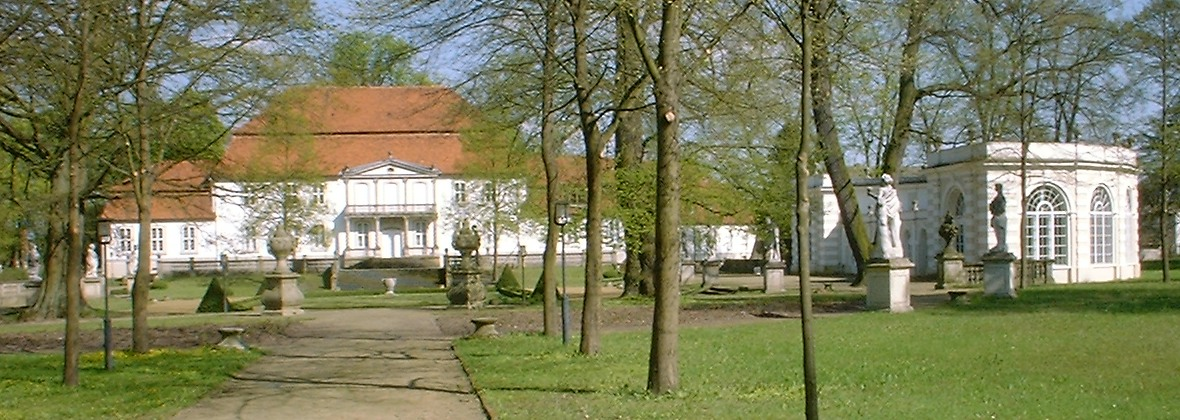
Zámek Wiepersdorf

Roku 1854 Bettina von Arnim utrpěla záchvat mrtvice, po kterém ochrnula na polovinu těla, ztratila zrak i sluch. 
Zemřela 20. ledna 1859 v Berlíně v kruhu své rodiny. Zemřela 20. ledna 1859 v Berlíně v kruhu své rodiny. Pochována byla na malém hřbitově ve Wiepersdorfu vedle svého manžela.
V roce 1985 byla v Berlíně založena Společnost Bettiny von Arnim u příležitosti jejích 200. narozenin s cílem seznámit širší veřejnost s jejím životem a dílem. 
Je jednou z postav románu Milana Kundery Nesmrtelnost.
Bettina von Arnim je hlavní ženskou postavou historického románu Das Erlkönig-Maneuver Roberta Löhra z roku 2007, v němž je popsán konflikt mezi jejím idolem Goethem a manželem Achimem von Arnim.

## Dílo
Literární tvorbu Bettiny von Arnim lze rozdělit do dvou hlavních okruhů
- romantická – psaná osobitým, zpola faktografickým stylem, který je kombinací reality a fikce. Patří sem knihy založené na korespondenci a zápisech z deníků, upravené pro literární efekt: Goethova korespondence s dítětem  (1835), Günderode (1840), Jarní věnec Clemense Brentana, uvitý z dopisů mladosti, jak si to sám přál (1844).
- sociální – angažovala se v boji proti chudobě, volala po zlepšení postavení žen a dělnictva. Nejdůležitější spisy: Tato kniha patří králi (1843),  Rozpuštěnému pruskému Národnímu shromáždění. (1848), Rozhovory s démony (1852).

## Galerie

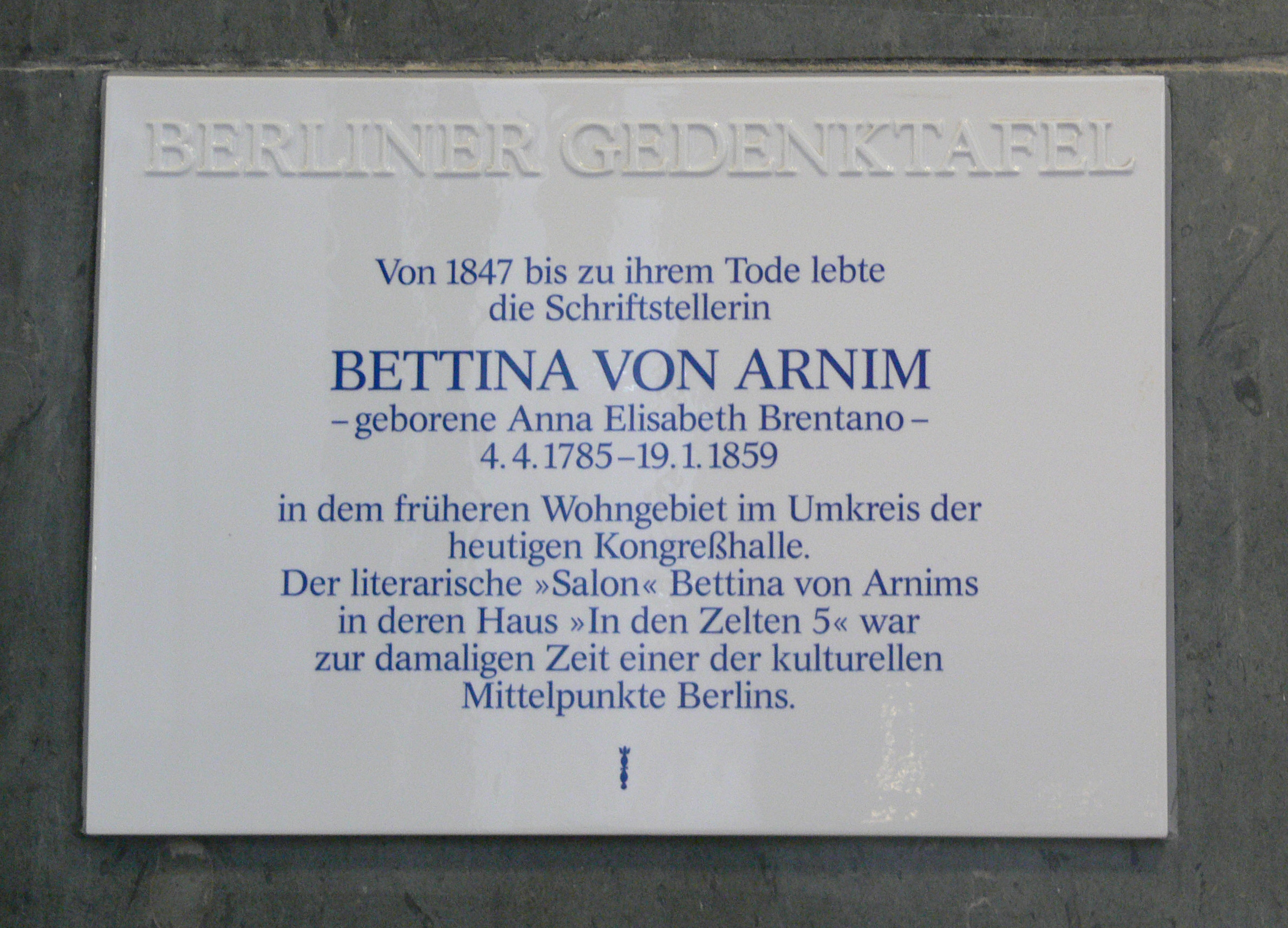
Pamětní deska v Berlíně (Foyer der Kongresshalle Berlin (Haus der Kulturen der Welt)
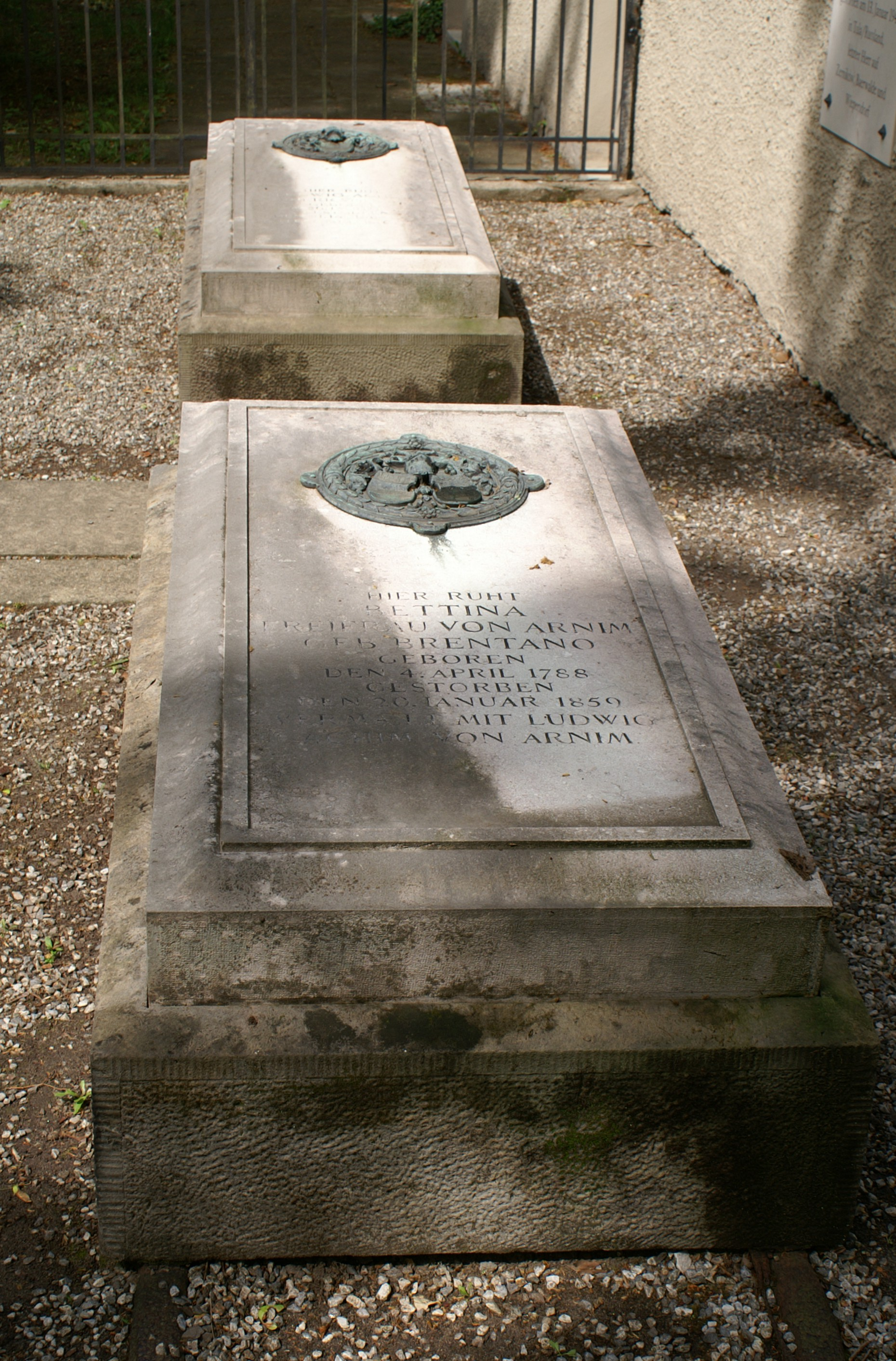
Hrob Bettiny von Arnim na zámku Wiepersdorf
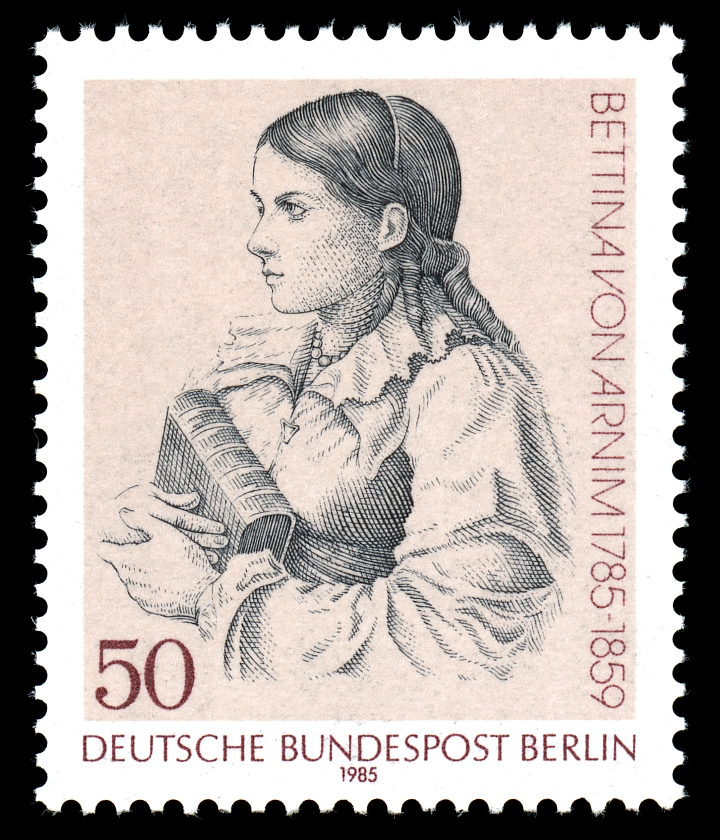
Bettina von Arnim na německé známce
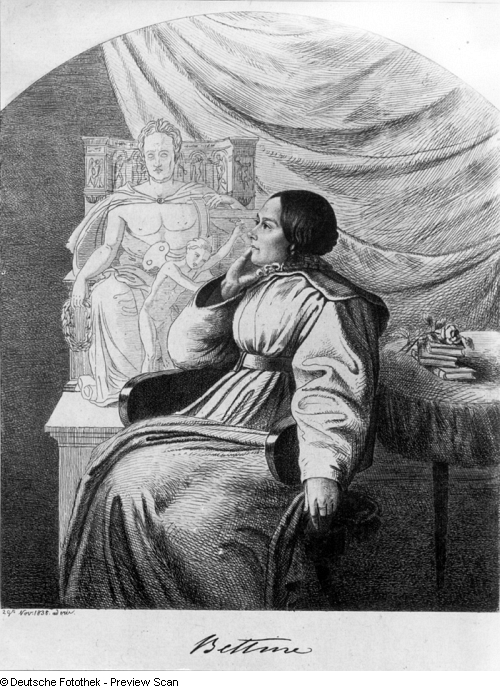
Bettina von Arnim s návrhem Goethova pomníku (lept, 1838)